# Häuptlingshaus in Südthy
Das Häuptlingshaus in Südthy (dän. Høvdingehus i Sydthy) wurde 2015 in Thy in Jütland in Dänemark entdeckt. Bei der insgesamt etwa 25 km messenden Trassenuntersuchung für ein unterirdisches Hochspannungskabel wurden zwischen Heltborg und der Küste des Limfjordes Doppelreihen großer Pfostenlöcher freigelegt. 
Sie stammten von einer großen Halle aus der frühen Bronzezeit (etwa 1400 v. Chr.). Der Bau war etwa 36,6 m lang und 6,3 m breit (etwa 230 m² groß) und gehört zu den größten seiner Zeit. 
Das Dach wurde durch zwei innere Pfostenreihen gestützt. Das Holzhaus ist nicht aus Flechtwerkwänden, sondern aus Pfosten mit horizontalen Brettern gebaut. Es war etwas Besonderes in einer Gegend, wo Bäume zu diesem Zeitpunkt knapp waren. Nur eine mächtige Person konnte sich diesen Bau leisten, daher glauben die Archäologen, dass es ein Häuptling des Toftum-Bereichs war, der den Bau in der Zeit des Egtvedmädchens errichten ließ. Es sind die gleichen Leute, die unter großen Grabhügeln begraben wurden, wie sie in Thy z. B. auf der Ydby Hede liegen. Nahe dem nordwestlichen Ende fanden sich Gruben mit Holzkohle und zerbrannten Steinen. 
In der Literatur werden große Gebäude der dänischen Bronzezeit (bis zu 50 × 10 m, mit Unterteilung in Wohn-, Stall- und Mittelteil) als Hallen bezeichnet. Bei ihnen gibt es jedoch bisher keinen Hinweis darauf, dass es sich, wie bei den späteren eisenzeitlichen Hallen, um Orte für Versammlungen oder Kulte handelt.